# Yoo Yeon-seong
Dans ce nom coréen, le nom de famille, Yoo, précède le nom personnel.
Yoo Yeon-seong est un joueur de badminton sud-coréen né le 19 août 1986 à Jeonju.
Il obtient aux Mondiaux de 2011 à Londres la médaille d'argent en double messieurs avec Ko Sung-hyun.